# Isabel Cueto
Pour les articles homonymes, voir Cueto.
Isabel Cueto (née le 3 décembre 1968) est une joueuse de tennis allemande (ex-RFA), professionnelle du début des années 1980 à juillet 1994. 
Au cours de sa carrière, elle a remporté six tournois WTA, dont cinq en simple.

## Palmarès

### Titres en simple dames
| No | Date       | Nom et lieu du tournoi         | Catégorie | Dotation  | Surface      | Finaliste        | Score    |          |
| -- | ---------- | ------------------------------ | --------- | --------- | ------------ | ---------------- | -------- | -------- |
| 1  | 04-07-1988 | Volvo Cup, Båstad              | Tier V    | 75 000 $  | Terre (ext.) | Sandra Cecchini  | 7-5, 6-1 | Parcours |
| 2  | 01-08-1988 | Athen Greece, Athènes          | Tier V    | 75 000 $  | Terre (ext.) | Laura Golarsa    | 6-0, 6-1 | Parcours |
| 3  | 17-07-1989 | Estoril Open, Estoril          | Tier V    | 100 000 $ | Terre (ext.) | Sandra Cecchini  | 7-6, 6-2 | Parcours |
| 4  | 31-07-1989 | Vitosha New Otani, Sofia       | Tier V    | 50 000 $  | Terre (ext.) | Katerina Maleeva | 6-2, 7-6 | Parcours |
| 5  | 09-07-1990 | Torneo Internazionale, Palerme | Tier IV   | 75 000 $  | Terre (ext.) | Barbara Paulus   | 6-2, 6-2 | Parcours |

### Finales en simple dames
| No | Date       | Nom et lieu du tournoi                          | Catégorie | Dotation  | Surface      | Vainqueure        | Score    |          |
| -- | ---------- | ----------------------------------------------- | --------- | --------- | ------------ | ----------------- | -------- | -------- |
| 1  | 21-09-1987 | Citizen Cup, Hambourg                           |           | 150 000 $ | Terre (ext.) | Steffi Graf       | 6-2, 6-2 | Parcours |
| 2  | 30-11-1987 | Argentinian Open, Buenos Aires                  |           | 50 000 $  | Terre (ext.) | Gabriela Sabatini | 6-0, 6-2 | Parcours |
| 3  | 23-04-1990 | International Championships of Spain, Barcelone | Tier IV   | 150 000 $ | Terre (ext.) | Arantxa Sánchez   | 6-4, 6-2 | Parcours |

### Titre en double dames
| No | Date       | Nom et lieu du tournoi | Catégorie | Dotation | Surface      | Partenaire      | Finalistes                 | Score         |          |
| -- | ---------- | ---------------------- | --------- | -------- | ------------ | --------------- | -------------------------- | ------------- | -------- |
| 1  | 15-09-1986 | Athens Trophy Athènes  |           | 75 000 $ | Terre (ext.) | Arantxa Sánchez | Silke Meier Wiltrud Probst | 4-6, 6-2, 6-4 | Parcours |

### Finale en double dames
Aucune

## Parcours en Grand Chelem

### En simple dames
| Année | Open d'Australie (janvier) | Open d'Australie (janvier) | Internationaux de France | Internationaux de France | Wimbledon      | Wimbledon        | US Open         | US Open         | Open d'Australie (décembre) | Open d'Australie (décembre) |
| 1985  | n/a                        | n/a                        | 3e tour (1/16)           | Rosalyn Fairbank         | -              | -                | 2e tour (1/32)  | Manuela Maleeva | -                           | -                           |
| 1986  | n/a                        | n/a                        | 1er tour (1/64)          | Eva Krapl                | -              | -                | 1er tour (1/64) | Cammy MacGregor | n/a                         | n/a                         |
| 1987  | -                          | -                          | 2e tour (1/32)           | Nathalie Tauziat         | -              | -                | 3e tour (1/16)  | Helena Suková   | n/a                         | n/a                         |
| 1988  | -                          | -                          | 1er tour (1/64)          | Helena Suková            | 2e tour (1/32) | Katerina Maleeva | 3e tour (1/16)  | Manuela Maleeva | n/a                         | n/a                         |
| 1989  | -                          | -                          | 1er tour (1/64)          | Larisa Savchenko         | -              | -                | 2e tour (1/32)  | Manuela Maleeva | n/a                         | n/a                         |
| 1990  | -                          | -                          | 3e tour (1/16)           | Mary Joe Fernández       | -              | -                | -               | -               | n/a                         | n/a                         |
| 1991  | 2e tour (1/32)             | Helena Suková              | 1er tour (1/64)          | Sandra Cecchini          | -              | -                | -               | -               | n/a                         | n/a                         |
| 1992  | 1er tour (1/64)            | Katrina Adams              | -                        | -                        | -              | -                | -               | -               | n/a                         | n/a                         |

À droite du résultat, l’ultime adversaire.

### En double dames
| Année | Open d'Australie | Open d'Australie | Internationaux de France    | Internationaux de France   | Wimbledon                   | Wimbledon               | US Open                    | US Open                   |
| 1987  | -                | -                | 3e tour (1/8) A. Sánchez    | Steffi Graf G. Sabatini    | -                           | -                       | 2e tour (1/16) A. Sánchez  | Elise Burgin Robin White  |
| 1988  | -                | -                | 1er tour (1/32) A. Sánchez  | Nicole Provis Elna Reinach | 1er tour (1/32) Pat Medrado | Steffi Graf G. Sabatini | 1er tour (1/32) L. Corsato | S. Cecchini Sabrina Goleš |
| 1989  | -                | -                | 1er tour (1/32) Silke Meier | Julie Halard S. Wasserman  | -                           | -                       | -                          | -                         |

Sous le résultat, la partenaire ; à droite, l’ultime équipe adverse.

## Parcours en Coupe de la Fédération
| #                                                                          | Date       | Lieu      | Surface    | Gagnante(s)                   | Perdante(s)                      | Score         |          |
|                                                                            |            |           |            |                               |                                  |               |          |
| 1988 - 1er tour (groupe mondial) - Allemagne de l'Ouest - Mexique - 3 : 0  |            |           |            |                               |                                  |               |          |
| 1                                                                          | 05/12/1988 | Melbourne |            | Isabel Cueto Eva Pfaff        | Lucila Becerra Claudia Hernandez | 7-65, 6-2     | Parcours |
|                                                                            |            |           |            |                               |                                  |               |          |
| 1988 - 2e tour (groupe mondial) - Allemagne de l'Ouest - France - 3 : 0    |            |           |            |                               |                                  |               |          |
| 2                                                                          | 05/12/1988 | Melbourne |            | Isabel Cueto Eva Pfaff        | Maïder Laval Catherine Suire     | 6-4, 4-6, 6-1 | Parcours |
|                                                                            |            |           |            |                               |                                  |               |          |
| 1989 - 1er tour (groupe mondial) - Finlande - Allemagne de l'Ouest - 0 : 3 |            |           |            |                               |                                  |               |          |
| 3                                                                          | 03/10/1989 | Tokyo     | Dur (ext.) | Bettina Bunge Isabel Cueto    | Anne Aallonen Nanne Dahlman      | 6-2, 6-3      | Parcours |
|                                                                            |            |           |            |                               |                                  |               |          |
| 1990 - 1er tour (groupe mondial) - Allemagne - Argentine - 2 : 1           |            |           |            |                               |                                  |               |          |
| 4                                                                          | 23/07/1990 | Atlanta   | Dur (ext.) | Bettina Fulco Florencia Labat | Isabel Cueto Wiltrud Probst      | 6-4, 6-2      | Parcours |

## Classements WTA en fin de saison

### En simple
| Année | 1984 | 1985 | 1986 | 1987 | 1988 | 1989 | 1990 | 1991 | 1992 | 1993 |
| Rang  | 168  | 105  | 101  | 29   | 33   | 28   | 26   | 119  | 282  | 263  |

Source : (en) « Classements de Isabel Cueto », sur le site officiel du WTA Tour

### En double
| Année | 1986 | 1987 | 1988 | 1989 |
| Rang  | 98   | 93   | 134  | 185  |

Source : (en) « Classements de Isabel Cueto », sur le site officiel du WTA Tour